# Calomyscus mystax
Calomyscus mystax és una espècie de mamífer rosegador de la família dels calomíscids. Viu a l'Azerbaijan, l'Iran i el Turkmenistan. Es tracta d'un animal nocturn o diürn segons l'estació de l'any. El seu hàbitat natural són les estepes rocoses de muntanya. És una espècie en risc mínim, és a dir, no sembla que hi hagi cap amenaça significativa per a la seva supervivència. El seu nom específic, mystax, significa ‘bigoti’ en llatí.